# Nikolaj Viktorovič Aaronskij
Nikolaj Viktorovič Aaronskij, o Aronskij, in russo Николай Викторович Ааронский? (Governatorato di Černigov, 1860 – Velikij Novgorod, 1929), è stato un rivoluzionario russo.
Fu un aderente a Narodnaja Volja.

## Biografia
Nato nel 1860 in una famiglia della nobiltà della provincia di Černigov, dopo gli studi ginnasiali a Nežin s'iscrisse nel 1881 alla facoltà di medicina dell'Università di Kiev. Già da qualche anno era un rivoluzionario attivo a Nežin, dove diffuse il proclama di Narodnaja Volja sull'attentato contro Alessandro II del 1º dicembre 1879. A seguito della scoperta del suo nome nelle carte di Podrevskij, fu arrestato nel febbraio del 1880 e rilasciato su cauzione e sottoposto a libertà vigilata il 4 marzo.
Fu nuovamente arrestato a Kiev il 28 aprile 1881 con l'accusa di appartenere al gruppo di Vladimir e Aleksandr Bučkov di Narodnaja Volja, di diffondere sue pubblicazione e di raccogliere fondi per il partito. Rinchiuso nella fortezza di Kiev, un'ordinanza imperiale del 26 ottobre 1881 stabilì la sua deportazione in Siberia. Da Kiev fu trasferito il 30 novembre a Mosca, dove si decise la durata della pena in cinque anni, successivamente allungata a sette. Il 4 agosto 1882 era a Krasnojarsk e poi a Kirensk, nella provincia di Irkutsk.
Messo in libertà vigilata nel 1888, lavorò come impiegato nell'ufficio statistica del Governatorato di Irkutsk, e fu mandato in missione nei distretti di Vercholensk, Kansk e Minusinsk. Nel 1891 ottenne il permesso di tornare nella Russia europea e lavorò nel Dipartimento di statistica del Consiglio provinciale di Nižnij Novgorod e poi in quello di Poltava. La sorveglianza della polizia nei suoi confronti fu tolta nel 1903. Nikolaj Aaronskij morì nel 1929.